# Мерениј де Жос (Телеорман)
Мерениј де Жос (рум. Merenii de Jos) насеље је у Румунији у округу Телеорман у општини Мерени. Oпштина се налази на надморској висини од 76 m.

## Становништво
Према подацима из 2002. године у насељу је живело 1861 становника.

### Попис2002.
| Расподела становништва по националности 2002.‍ | Расподела становништва по националности 2002.‍ | Расподела становништва по националности 2002.‍ | Расподела становништва по националности 2002.‍ | Расподела становништва по националности 2002.‍ |
| --------------------------------------------- | --------------------------------------------- | --------------------------------------------- | --------------------------------------------- | --------------------------------------------- |
|                                               |                                               |                                               |                                               |                                               |
| Румуни                                        | Румуни                                        |                                               | 1.730                                         | 93,0%                                         |
| Роми                                          | Роми                                          |                                               | 131                                           | 7,0%                                          |